# BBゴロー
BBゴロー（ビービーゴロー、1972年1月9日 - ）は、日本のピン芸人、ものまね芸人、漫談師（ギター漫談）、怪談師。本名、川野 勝（かわの まさる）。
芸名は自身の出生地、富良野市が舞台のドラマ『北の国から』の田中邦衛の役名、黒板五郎からとった（黒板五郎→Black Board ゴロー→BBゴロー）。

## 来歴・人物
- 静岡県御殿場市出身（北海道富良野市生まれ）。静岡県立裾野高等学校卒業。
- かつてはワタナベエンターテインメントに所属していた。その後げんしじん事務所に所属。2007年5月よりフリーとなり、2008年にトップ・カラーに所属していたが、2020年8月に事務所を退所をTwitterで発表[3]。現在はフリーで活動。
- 稲川淳二の物真似（後述）などを演じているが、元々霊感はゼロだったという。しかし、2007年1月頃に見た、ある予知夢をきっかけに霊感に目覚めたという[4]。
- 2008年9月3日放送の『あらびき団』において、「先月（2008年7月か8月）一か月間の収入が、去年（2007年）一年間の収入を超えた」と紹介された。
- 本人曰く、長所は腰の低さ。「1回のギャグより100回の土下座」が信条。
- 及川奈央の自然体にもほどがある#119 で、あるアイドルの自殺の第一発見者と告白。
- プロレスラーの新井健一郎と親交が厚い。

## 特技・芸風
広島東洋カープの大ファンであり、1980年代に活躍したカープの選手のものまねで、『とんねるずのみなさんのおかげでした』の「博士と助手〜細かすぎて伝わらないモノマネ選手権〜」にも出場。
この物真似に関しては、幼少期からずっとやっていたという。友達があまりいなかった為、空き地で壁に向かって北別府学の投球中、高橋慶彦の守備などを一人でしていた。本人曰く、マニアックともいえる物真似は完全にその延長だとのこと。
この他、持ち芸に稲川淳二、沢田研二、フリーザ（ドラゴンボールZ）の物真似がある。沢田研二のコンサートに行くことが趣味でもある。稲川の物真似については、ファンの人から稲川出演のビデオテープを渡されたのがきっかけで、それを参考にして始めたものだったという。
また単純に稲川の話芸が面白いという事で、徐々に引き込まれ、割と自然に出来るようになった。爆笑そっくりものまね紅白歌合戦に出演した際、サプライズゲストとして稲川が登場。遂に初共演となった。その際、稲川からは、「初対面。」と言われたが、本人は、「以前、挨拶に行った事がある。」と答えていた（稲川は、その事を全く覚えていなかった）。夢は二人で「田舎に泊まろう!」に出演すること。
また、2008年からは『140℃の熱湯が桶に入っている』というものと想定して行う『桶芸』も始めている。これは、一人コントで動き回っている最中に思わず体のどこかを桶に突っ込んで『あちっ!』と叫ぶ、というものである。
この芸は渋谷の某ラブホテルでアルバイトしているときに、清掃時、風呂場の洗面器に熱湯が入っていて、そこに手を入れてしまったときに閃いた。
マニアックな芸風のせいか、単独ライブのファンも9割は男性で、他には40代ほどの女性もちらほらだった。
男性にウケるというのは「凄くありがたい」事だとは思っているが、もう少し若い女性の人気も欲しいと考えている。
理想としては「世の中の全ての方々に楽しんでいただける事」。「物真似だけでなく、歌えて踊れて、コントも出来るコメディアンになれたら」とも思っているという。

## 出演

### テレビ番組
- とんねるずのみなさんのおかげでした・博士と助手〜細かすぎて伝わらないモノマネ選手権〜（フジテレビ）

第1回（2004年4月22日）は大野豊の（高橋慶彦の物真似もしようとした、第2回（2004年6月10日）は池谷公二郎と達川光男の物真似、17大会ぶりの出場となった第19回ではギター漫談を混ぜ合わせた、持ちネタの稲川淳二のモノマネを披露し、その変わらぬ切れ味を見せつけ第3位を獲得した。
- E娘! （TBS、2006年8月3日）
- あらびき団（TBS、2008年4月23日初出演）

稲川淳二の怪談の物真似中心に出演。
- 中井正広のブラックバラエティ（日本テレビ、2008年4月27日）

ファウルだと思った打球が風に乗ってホームランになった事を観客の歓声で気づく山本浩二の物真似他を披露。その後の野球モノマネシリーズもほぼ毎回出場し、カープの選手のモノマネを披露している。
- 草野☆キッド （テレビ朝日、2008年7月15日）
- インパクト!（フジテレビ）
- ぐるぐるナインティナイン（日本テレビ）
- 音楽戦士 MUSIC FIGHTER（日本テレビ）
- GO!GO!アッキーナ（テレビ東京）
- リンカーン（TBS、2009年1月20日）
- せやねん!（毎日放送、2009年8月8日）
- エンタの神様（日本テレビ）

2009年8月15日。キャッチコピーは「バク笑の怪談児」。稲川淳二の怪談の物真似で出演。
- ダウンタウンのガキの使いやあらへんで!!（日本テレビ、2010年1月24日『山-1グランプリ』)
- キャくれ家（朝日放送、2010年12月10日)
- 流派-R（テレビ東京、2011年8月13日～8月27日)
- さしこのくせに〜この番組はAKBとは全く関係ありません〜（TBS、2011年8月24日、8月31日、9月28日)
- メレンゲの気持ち（日本テレビ、2011年10月8日)
- 夜遊び三姉妹（日本テレビ、2011年7月22日、2011年12月16日)
- スクール革命!（日本テレビ、2012年7月22日)
- 奇跡体験!アンビリバボー（フジテレビ、2012年8月2日)
- 有田とヤラシイ人々（TBS、2013年8月7日)
- 女子アナの罰（TBS、2013年9月5日)
- 目指せ100万円!!BLACK$MILLION（テレビ東京、2013年9月1日、9月15日)
- コサキン・天海の超発掘!ものまねバラエティー マネもの（フジテレビ、2014年6月14日）
- 熱烈!ホットサンド!（STV、2018年11月7日、17日『身の毛もよだつオカルティックナイト第2回ゾッとする選手権』）

### テレビドラマ
- オトメン（乙男）〜夏〜 其の参（2009年8月15日、フジテレビ） - 事務員・稲川 役

### 映画
- 無垢の祈り（2016年、亀井亨監督）- クスオ 役
- 幸福な囚人（2019年、天野友二朗監督）- 澤田の父親 役
- YARIMAN HUNTER（2022年11月25日公開、企画・原案:横須賀歌麻呂） - R-18指定[7][8][9]

### テレビアニメ
- ポプテピピック（2018年、呪館 解説パート） ※実写出演

### Webアニメ
- ざしきわらしのタタミちゃん（2020年） - イナノガワ 役[10]

### インターネットテレビ
- BBゴローのホラーG況（OPENREC.tv、2016年5月11日 - 2016年7月24日）[11]

WEB番組ながら、BBゴロー初の冠番組である。

### DVD
- ほんとうに怖い漫談・九回裏の攻撃！